# Minix
Ця стаття містить загальні відомості про операційну систему MINIX. Специфічну інформацію про MINIX 3 можна знайти у статті MINIX 3
MINIX — відкрита, UNIX-подібна операційна система на основі мікроядерної архітектури. Розробкою системи керує відомий учений Ендрю Таненбаум за фінансової підтримки Європейської дослідницької ради. 
ОС MINIX побудована на базі мікроядерної архітектури: код, який працює на рівні ядра, становить лише кілька тисяч рядків, решта працює на рівні користувача. Базове програмне оточення Minix увібрало в себе велику кількість стандартних для BSD-систем утиліт і бібліотек, портованих з NetBSD. Додатково в репозиторії представлено близько кількасот пакунків з різноманітними застосунками. 
Сирцеві тексти MINIX поширюються під BSD-подібною ліцензію, що підвищує привабливість системи для компаній, які вважають неприйнятними умови GPL. Для завантаження доступний готовий завантажувальний iso-образ, який можна використовувати в ролі Live-оточення або запустити під управлінням систем віртуалізації VMWare, QEMU або VirtualBox.
Ендрю Таненбаум написав дану систему для освітніх цілей. MINIX надихнула Лінуса Торвальдса на написання ядра Linux. Пізніші версії впровадили низку значних поліпшень і змін, що дозволили розглядати MINIX не тільки як систему для експериментів і освітніх потреб, але і як платформу для виробників вбудовуваної техніки, що відрізняється модульністю, високою надійністю і низьким споживанням пам'яті.
З січня 2012 розпочалася розробка порту MINIX для архітектури ARM.

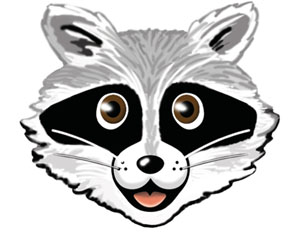
Rocky Raccoon, the mascot of Minix 3.
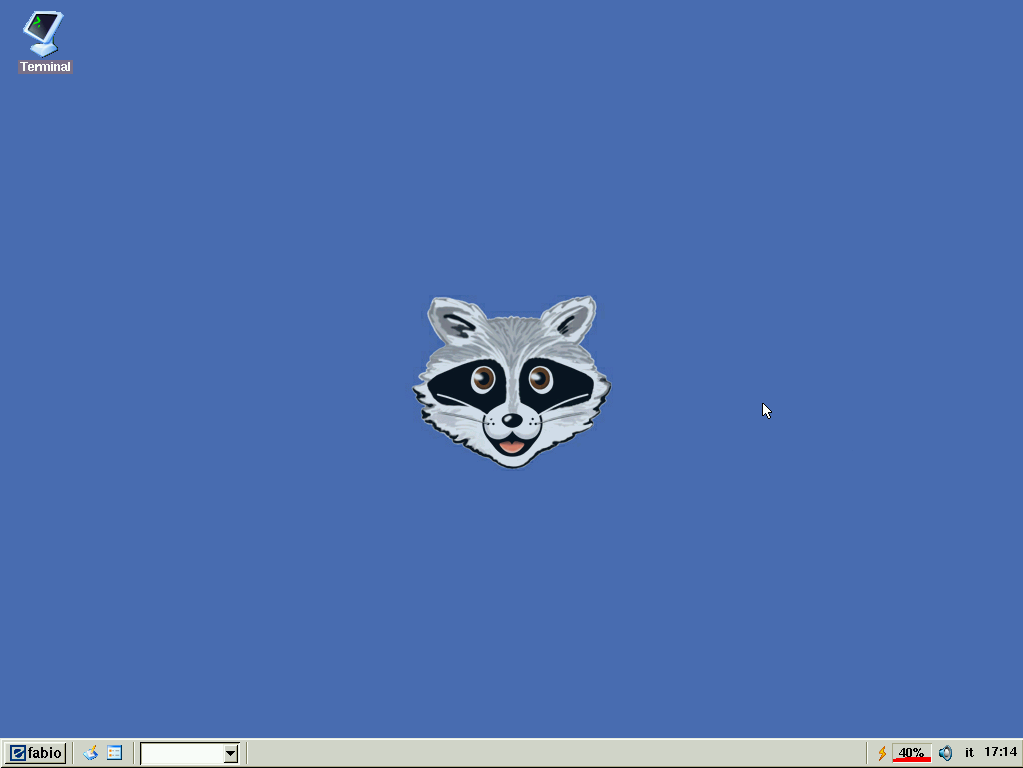
MINIX 3.1.7 з віконним менеджером EDE
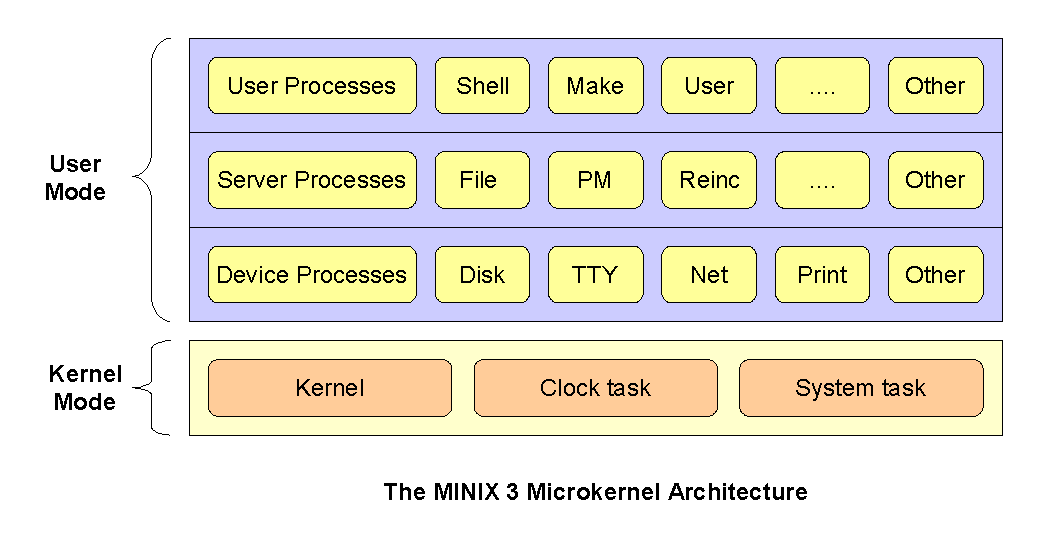
The MINIX 3 Microkernel Architecture
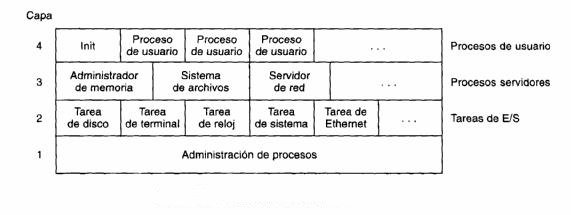
Estructura MINIX

## Використання
Відомо, що Minix використана в Intel Management Engine (Intel ME) принаймні 11-ї версії.